# Nectria cinnamomea
Nectria cinnamomea är en svampart som beskrevs av Brayford & Samuels 1993. Nectria cinnamomea ingår i släktet Nectria och familjen Nectriaceae.   Inga underarter finns listade i Catalogue of Life.